# Albisheim (Pfrimm)
Albisheim település Németországban, Rajna-vidék-Pfalz tartományban. Lakosainak száma 1892 fő (2023. december 31.).

## Népesség
A település népességének változása:
| Lakosok száma | 1265 | 1740 | 1747 | 1826 | 1822 | 1892 |
|               | 1975 | 2017 | 2019 | 2021 | 2022 | 2023 |